# Montparnasse Bienvenue (film)
Montparnasse Bienvenue (originaltitel: Jeune Femme) er en fransk film fra 2017 instrueret af Léonor Sérraille. Den blev fremvist under Un Certain Regard segmentet på Cannes Film Festival samme år og vandt Caméra d'Or-prisen for bedste debuterende instruktør.
Filmen er blevet hyldet for at have en usædvanligt høj procentdel af kvinder i produktionen, fra manuskript over instruktion til klipper og fotografering.

## Handling
Ovenpå et forlist parforhold og på kanten af et nervøst sammenbrud vender den snart trediveårge Paula (Lætitia Dosch) tilbage til Paris efter længere tids fravær. Her forsøger den både job- og venneløse kvinde med klodset ivrighed at genfinde sig selv. Paula vikles ind og ud af en række menneskelige relationer, inden ekskæresten til slut dukker op og stiller hende over for et afgørende valg.